# Såggölen (Malexanders socken, Östergötland)
Såggölen är en sjö i Boxholms kommun i Östergötland och ingår i Motala ströms huvudavrinningsområde.